# Intérieur d'une galerie de tableaux et d'objets d'art
Intérieur d'une galerie de tableaux et d'objets d'art est un tableau peint à l'huile sur du bois en 1637, haut de 93 centimètres et large de 123 centimètres, par Cornelis de Baellieur et, pour l'architecture et les tableaux sur les murs, Hans Jordaens III. L'œuvre représente une imposante galerie de tableaux. Cette œuvre entre au département des peintures du musée du Louvre en 1864 par un legs d'Alexandre Cart.
Le tableau est exposé du 22 mai au 23 septembre 2013 dans l'exposition L'Europe de Rubens du Louvre-Lens.

## Historique
Intérieur d'une galerie de tableaux et d'objets d'art est un tableau peint à l'huile sur du bois par Cornelis de Baellieur en 1637, et haut de 93 centimètres et large de 123 centimètres. Hans Jordaens III est intervenu pour l'architecture et les tableaux sur les murs. Ce tableau est décrit comme une « évocation quelque peu idéale du collectionnisme en vogue au XVIIe siècle et d'essence maniériste ».
Il entre au département des peintures du musée du Louvre en 1864, sous le numéro d'inventaire MI 699. Il s'agit d'un legs d'Alexandre Cart, dit Cart Balthazar.
Intérieur d'une galerie de tableaux et d'objets d'art est exposé du 22 mai au 23 septembre 2013 dans l'exposition temporaire L'Europe de Rubens du Louvre-Lens, sous le numéro de catalogue 80,.